# Арзак, Хуан-Мари
Хуан-Мари Арзак (род. 31 июля 1942 года Сан-Себастьян, Страна Басков, Испания) — испанский шеф-повар, кулинарный экспериментатор, один из основателей гастрономического тренда молекулярной кухни и «Новой баскской кухни». Владелец и основатель легендарного ресторана «Arzak» в Сан-Себастьяне, удостоенного трёх звёзд — высшей оценки самого авторитетного мирового ресторанного гида «Мишлен». Повар в третьем поколении. Кулинарное направление, созданное Арзаком, именуется отдельным термином — «техноэмоциональная кухня».